# Agyrta bifasciata
Agyrta bifasciata är en fjärilsart som beskrevs av Rothschild 1912. Agyrta bifasciata ingår i släktet Agyrta och familjen björnspinnare. Inga underarter finns listade i Catalogue of Life.